# Ischnomera auripilis
Ischnomera auripilis is een keversoort uit de familie schijnboktorren (Oedemeridae). De wetenschappelijke naam van de soort is voor het eerst geldig gepubliceerd in 1946 door Van Dyke.